# Clitopilus paxilloides
Clitopilus paxilloides är en svampart som tillhör divisionen basidiesvampar, och som beskrevs av Machiel Evert ("Chiel") Noordeloos. Clitopilus paxilloides ingår i släktet Clitopilus, och familjen Entolomataceae. Arten har ej påträffats i Sverige.